# Джанкшен-Сіті (Міссурі)
Джанкшен-Сіті (англ. Junction City) — селище (англ. village) в США, в окрузі Медісон штату Міссурі. Населення — 283 особи (2020).

## Географія
Джанкшен-Сіті розташований за координатами 37°34′26″ пн. ш. 90°17′36″ зх. д. / 37.57389° пн. ш. 90.29333° зх. д. (37.573962, -90.293249).  За даними Бюро перепису населення США в 2010 році селище мало площу 0,93 км², з яких 0,93 км² — суходіл та 0,01 км² — водойми.

## Демографія
Згідно з переписом 2010 року, у селищі мешкало 327 осіб у 150 домогосподарствах у складі 68 родин. Густота населення становила 350 осіб/км².  Було 179 помешкань (192/км²).
Расовий склад населення:
| - 96,9 % — білих - 0,6 % — чорних або афроамериканців - 0,3 % — вихідців з тихоокеанських островів |

До двох чи більше рас належало 2,1 %. Частка іспаномовних становила 1,8 % від усіх жителів.
За віковим діапазоном населення розподілялося таким чином: 25,4 % — особи молодші 18 років, 49,5 % — особи у віці 18—64 років, 25,1 % — особи у віці 65 років та старші. Медіана віку мешканця становила 34,7 року. На 100 осіб жіночої статі у селищі припадало 97,0 чоловіків;  на 100 жінок у віці від 18 років та старших — 82,1 чоловіків також старших 18 років.
За межею бідності перебувало 51,1 % осіб, у тому числі 58,6 % дітей у віці до 18 років та 24,4 % осіб у віці 65 років та старших.
Цивільне працевлаштоване населення становило 101 осіб. Основні галузі зайнятості: освіта, охорона здоров'я та соціальна допомога — 33,7 %, виробництво — 13,9 %, науковці, спеціалісти, менеджери — 12,9 %.